# Sustlihütte

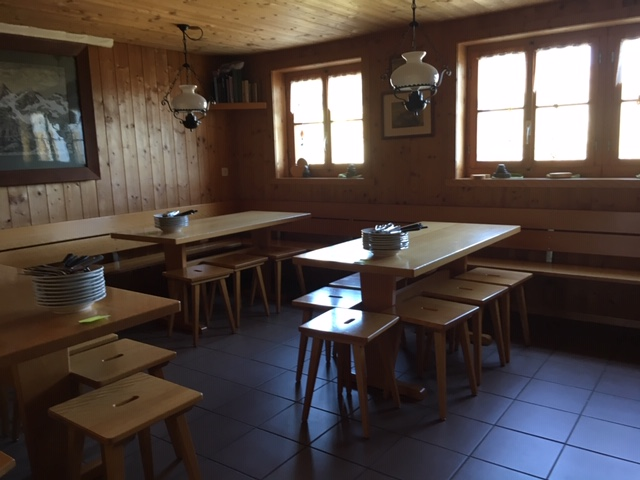
Sustlihütte von innen (2018)

Die Sustlihütte ist eine Schutzhütte der Sektion Rossberg des Schweizer Alpen-Clubs (SAC). Sie liegt im Meiental auf 2257 m ü. M. und hat 69 Schlafplätze, davon 13 im Winterraum.

## Geschichte
Kameraden des Schweizer Alpen-Clubs (SAC), die den Wichelplanggstock bestiegen, hielten am 9. Juli 1911 auf dem heutigen Hüttenplatz Mittagrast. Ihnen gefiel dieser Platz so sehr, dass sie beschlossen, dort eine Hütte zu bauen. Die Sektion Rossberg des SAC beabsichtigte schon lange, eine Hütte zu bauen. So beauftragte die Sektion Walter Hause, eine Hütte zu planen. Mit dem Ausbruch des Ersten Weltkrieges verzögerte sich der Bau der Hütte bis ins Jahr 1915. Der SAC beteiligte sich für den Bau mit 6200 Franken. Die restlichen 6800 Franken musste die Sektion aufbringen. Früher hat der Aufstieg zur Hütte nicht im Sustenbrüggli, sondern am Bahnhof Wassen begonnen, der damals von der Gotthardbahn betrieben wurde.
1970 wurde die Sustlihütte nach den Plänen von Jakob Eschenmoser umgebaut und 1992 erfolgte ein vollständiger Umbau.

## Erreichbarkeit
Es gibt mehrere Zugänge zur Sustlihütte. Der bekannteste Aufstieg ist der ab dem Sustenbrüggli.
- Sustenbrüggli → Chli Sustli → Sustlihütte ca. 1 h, 30 min
- Sustenbrüggli → Leiterliweg → Sustlihütte ca. 1 h, 15 min
- Passstrasse → Oberplatti → Sustlihütte ca. 2 h
- Gorezmettlen → Panoramaweg → Sustlihütte ca. 2 h, 30 min
- Sustenpass → Guferjoch → Sustlihütte (blau-weiss) ca. 4 h, 30 min

## Mögliche Touren

### Bergtouren
- Sustlihütte → Sewenhütte
- Sustlihütte → Grassen
- Sustlihütte → Wasenhorn
- Sustlihütte → Murmetsplanggstock

### Klettern
- Klettergärten um die Hütte
- Trotzigplanggstock Südgrat
- Wendenhorn Ostgrat

### Skitouren
- Fünffingerstöcke
- Stössenstock
- Sustlihütte → Grassen → Engelberg
- Rundtour um den Grassen[3]

## Benachbarte Hütten
- Sewenhütte
- Tierberglihütte